# Alfred Schreyer
Alfred Schreyer (jid. אַלפֿרעד שרייער; ur. 8 maja 1922 w Drohobyczu, zm. 25 kwietnia 2015 w Warszawie) – polski skrzypek, śpiewak i działacz społeczno-kulturalny żydowskiego pochodzenia. Był ostatnim żyjącym w Drohobyczu uczniem Brunona Schulza.

## Życiorys
Pierwsze lata życia mieszkał w Jaśle, gdzie jego ojciec dr Beno Schreyer, piastował funkcję kierowniczą w miejscowej rafinerii ropy naftowej. Od 1932 uczęszczał do Prywatnego Gimnazjum im. Henryka Sienkiewicza w Drohobyczu, gdzie był uczniem Józefiny Szelińskiej. Następnie od 1934 uczył się w drohobyckim Państwowym Gimnazjum im. Króla Władysława Jagiełły. Tam miał okazję przez cztery lata uczestniczyć w zajęciach z rysunku i prac ręcznych prowadzonych przez Brunona Schulza.
W czasie II wojny światowej została zamordowana cała jego rodzina; ojciec, brat i babcia w komorze gazowej, a matka i dziadek przez rozstrzelanie. Był więźniem kilku niemieckich obozów koncentracyjnych, kolejno w Płaszowie, Gross-Rosen, Buchenwaldzie i Taucha pod Lipskiem. Techniczne umiejętności zawdzięczane Schulzowi niejednokrotnie uratowały mu życie w latach okupacji.
W 1946 powrócił do Drohobycza. Ukończył studia muzyczne na Uniwersytecie Pedagogicznym w Drohobyczu. Był nauczycielem w Liceum Muzycznym im. Barwińskiego, natomiast w 1991 założył chór dziecięco-młodzieżowy „Odrodzenie”.
Będąc na emeryturze występował na okazyjnych koncertach grając na skrzypcach i śpiewając piosenki jidysz i przedwojenne polskie tanga.
Położył zasługi w przywracaniu pamięci o Brunonie Schulzu, m.in. uczestnicząc w kolejnych edycjach Festiwalu Brunona Schulza w Drohobyczu.
Zmarł podczas pobytu w Warszawie. Pochowany został 1 maja 2015 na cmentarzu przy ulicy 22 Stycznia w Drohobyczu. Ceremonię na cmentarzu poprzedziło pożegnanie w miejscowej synagodze Chóralnej.

## Odznaczenia
W 2012 został odznaczony Złotym Medalem „Zasłużony Kulturze Gloria Artis” i Krzyżem Oficerskim Orderu Zasługi Rzeczypospolitej.